# Rotterdam Open
ABN AMRO Open, до 2022 року ABN AMRO World Tennis Tournament, також Rotterdam Open — міжнародний щорічний чоловічий професійний тенісний турнір, який проводиться в Rotterdam Ahoy у Роттердамі, Нідерланди з 1972 року. Турнір є частиною Туру ATP в категорії ATP 500.

## Фінали

### Одиночний розряд

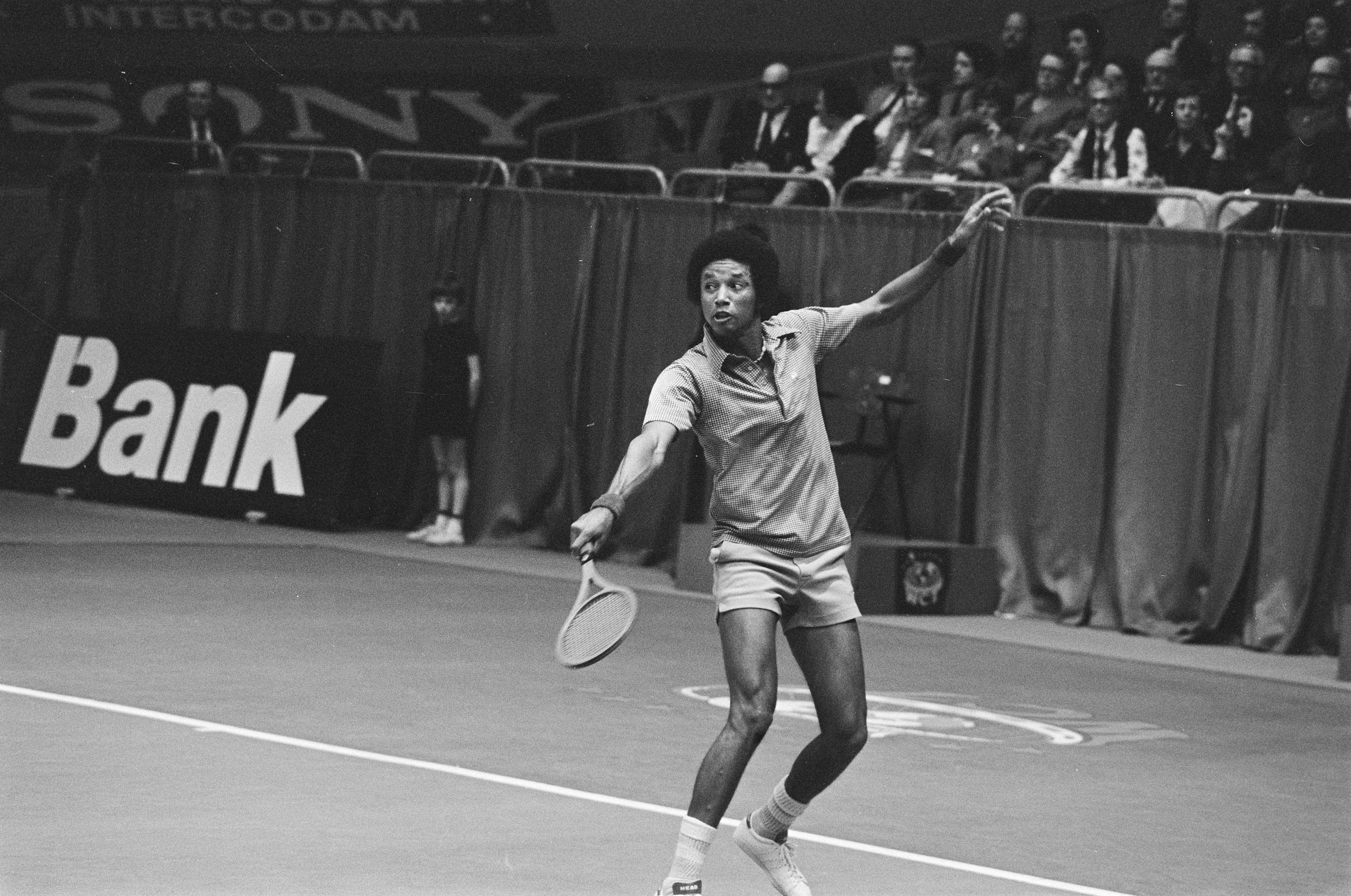
Артур Еш виграв турніри 1972, 1975 і 1976 року.

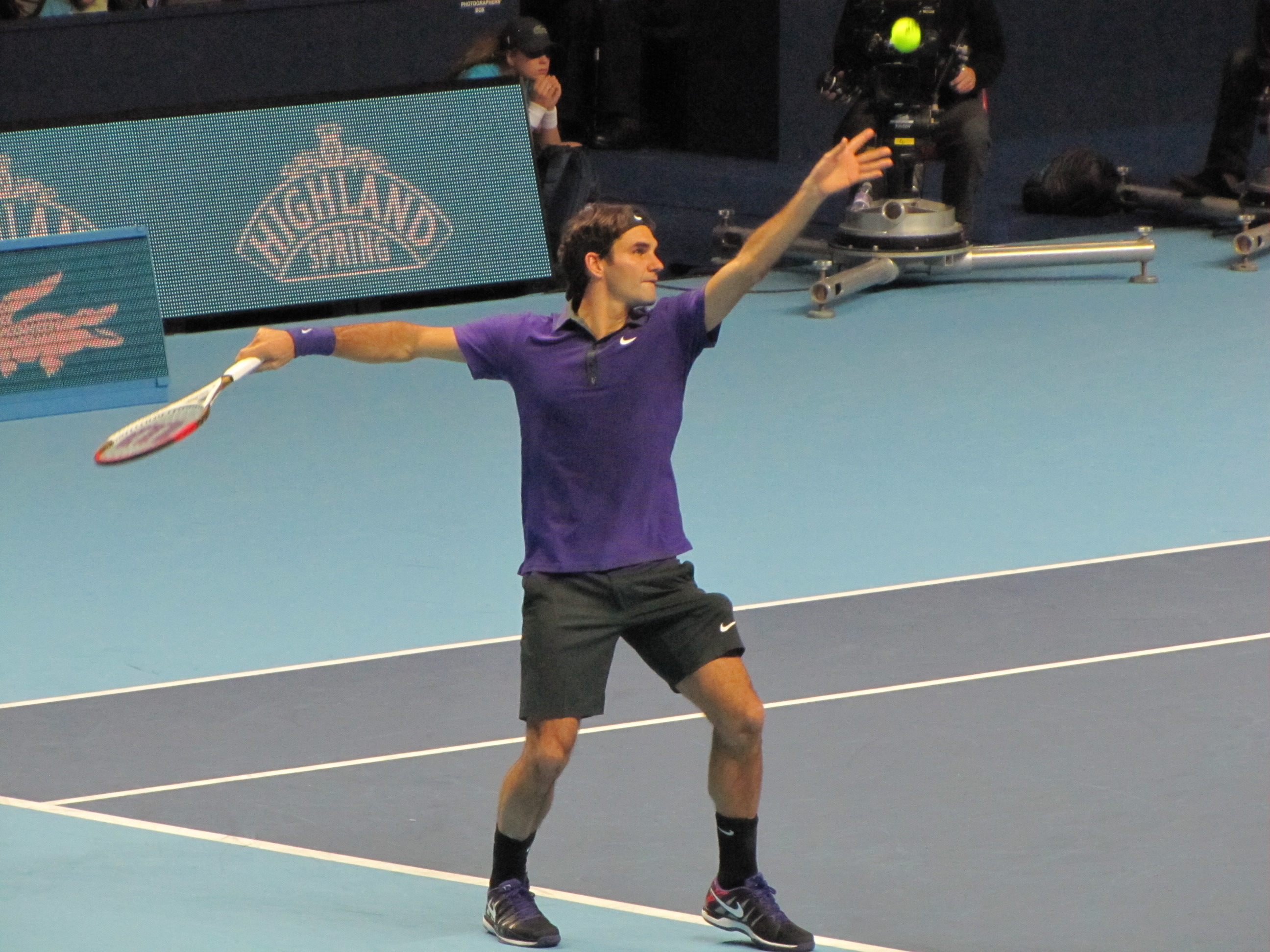
Роджер Федерер виграв турніри 2005, 2012 і 2018 року.

| Рік                    | Чемпіон                | Фіналіст                    | Рахунок                  |
| ---------------------- | ---------------------- | --------------------------- | ------------------------ |
| ↓ WCT circuit ↓        |                        |                             |                          |
| 1972                   | Артур Еш               | Том Оккер                   | 3–6, 6–2, 6–1            |
| 1973                   | Не проводився          | Не проводився               | Не проводився            |
| 1974                   | Том Оккер              | Том Гормен                  | 3–6, 7–6(7–2), 6–1       |
| 1975                   | Артур Еш (2)           | Том Оккер                   | 3–6, 6–2, 6–4            |
| 1976                   | Артур Еш (3)           | Боб Лутц                    | 6–3, 6–3                 |
| 1977                   | Дік Стоктон            | Іліє Настасе                | 2–6, 6–3, 6–3            |
| ↓ Grand Prix circuit ↓ |                        |                             |                          |
| 1978                   | Джиммі Коннорс         | Рауль Рамірес               | 7–5, 7–5                 |
| 1979                   | Б'єрн Борг             | Джон Макінрой               | 6–4, 6–2                 |
| 1980                   | Гайнц Ґюнтгардт        | Джін Меєр                   | 6–2, 6–4                 |
| 1981                   | Джиммі Коннорс (2)     | Джін Меєр                   | 6–1, 2–6, 6–2            |
| 1982                   | Гільєрмо Вілас         | Джиммі Коннорс              | 0–6, 6–2, 6–4            |
| 1983                   | Джін Меєр              | Гільєрмо Вілас              | 6–1, 7–6                 |
| 1984                   | Не визначений          | Іван Лендл і Джиммі Коннорс | 6–0, 1–0 Фінал перервано |
| 1985                   | Мілослав Мечирж        | Якоб Гласек                 | 6–1, 6–2                 |
| 1986                   | Йоакім Нюстром         | Андерс Яррід                | 6–0, 6–3                 |
| 1987                   | Стефан Едберг          | Джон Макінрой               | 3–6, 6–3, 6–1            |
| 1988                   | Стефан Едберг (2)      | Мілослав Мечирж             | 7–6, 6–2                 |
| 1989                   | Якоб Гласек            | Андерс Яррід                | 6–1, 7–5                 |
| ↓ Тур ATP 250 ↓        |                        |                             |                          |
| 1990                   | Бред Гілберт           | Юнас Свенссон               | 6–1, 6–3                 |
| 1991                   | Омар Кампорезе         | Іван Лендл                  | 3–6, 7–6(7–4), 7–6(7–4)  |
| 1992                   | Борис Бекер            | Олександр Волков            | 7–6(11–9), 4–6, 6–2      |
| 1993                   | Андерс Яррід           | Карел Новачек               | 6–3, 7–5                 |
| 1994                   | Міхаель Штіх           | Вейн Феррейра               | 4–6, 6–3, 6–0            |
| 1995                   | Ріхард Крайчек         | Паул Гаргейс                | 7–6(7–5), 6–4            |
| 1996                   | Горан Іванишевич       | Євген Кафельников           | 6–4, 3–6, 6–3            |
| 1997                   | Ріхард Крайчек (2)     | Даніель Вацек               | 7–6(7–4), 7–6(7–5)       |
| 1998                   | Ян Сімерінк            | Томас Юганссон              | 7–6(7–2), 6–2            |
| ↓ Тур ATP 500 ↓        |                        |                             |                          |
| 1999                   | Євген Кафельников      | Тім Генман                  | 6–2, 7–6(7–3)            |
| 2000                   | Седрік Пйолін          | Тім Генман                  | 6–7(3–7), 6–4, 7–6(7–4)  |
| 2001                   | Ніколя Ескюде          | Роджер Федерер              | 7–5, 3–6, 7–6(7–5)       |
| 2002                   | Ніколя Ескюде (2)      | Тім Генман                  | 3–6, 7–6(9–7), 6–4       |
| 2003                   | Максим Мирний          | Рамон Слюйтер               | 7–6(7–3), 6–4            |
| 2004                   | Ллейтон Г'юїтт         | Хуан Карлос Ферреро         | 6–7(1–7), 7–5, 6–4       |
| 2005                   | Роджер Федерер         | Іван Любичич                | 5–7, 7–5, 7–6(7–5)       |
| 2006                   | Радек Штепанек         | Крістоф Рохус               | 6–0, 6–3                 |
| 2007                   | Михайло Южний          | Іван Любичич                | 6–2, 6–4                 |
| 2008                   | Мікаель Льодра         | Робін Содерлінг             | 6–7(3–7), 6–3, 7–6(7–4)  |
| 2009                   | Енді Маррей            | Рафаель Надаль              | 6–3, 4–6, 6–0            |
| 2010                   | Робін Содерлінг        | Михайло Южний               | 6–4, 2–0, retired        |
| 2011                   | Робін Содерлінг (2)    | Жо-Вілфрід Тсонга           | 6–3, 3–6, 6–3            |
| 2012                   | Роджер Федерер (2)     | Хуан Мартін дель Потро      | 6–1, 6–4                 |
| 2013                   | Хуан Мартін дель Потро | Жульєн Беннето              | 7–6(7–2), 6–3            |
| 2014                   | Томаш Бердих           | Марин Чилич                 | 6–4, 6–2                 |
| 2015                   | Стен Вавринка          | Томаш Бердих                | 4–6, 6–3, 6–4            |
| 2016                   | Мартін Кліжан          | Гаель Монфіс                | 6–7(1–7), 6–3, 6–1       |
| 2017                   | Жо-Вілфрід Тсонга      | Давід Ґоффен                | 4–6, 6–4, 6–1            |
| 2018                   | Роджер Федерер (3)     | Григор Димитров             | 6–2, 6–2                 |
| 2019                   | Гаель Монфіс           | Стен Вавринка               | 6–3, 1–6, 6–2            |
| 2020                   | Гаель Монфіс (2)       | Фелікс Оже-Аліассім         | 6–2, 6–4                 |
| 2021                   | Андрій Рубльов         | Мартон Фучович              | 7–6(7–4), 6–4            |
| 2022                   | Фелікс Оже-Аліассім    | Стефанос Ціціпас            | 6–4, 6–2                 |
| 2023                   | Данило Медведєв        | Яннік Сіннер                | 5–7, 6–2, 6–2            |
| 2024                   | Яннік Сіннер           | Алекс де Мінор              | 7–5, 6–4                 |
| 2025                   | Карлос Алькарас        | Алекс де Мінор              | 6–4, 3–6, 6–2            |

### Парний розряд
| Рік                    | Чемпіони                                 | Фіналісти                           | Рахунок                 |
| ---------------------- | ---------------------------------------- | ----------------------------------- | ----------------------- |
| ↓ WCT circuit ↓        |                                          |                                     |                         |
| 1972                   | Рой Емерсон Джон Ньюкомб                 | Артур Еш Боб Лутц                   | 6–2, 6–3                |
| 1973                   | Не проводився                            | Не проводився                       | Не проводився           |
| 1974                   | Боб Г'юїтт Фрю Макміллан                 | П'єрр Бартес Іліє Настасе           | 3–6, 6–4, 6–3           |
| 1975                   | Боб Г'юїтт (2) Фрю Макміллан (2)         | Хосе Їгерас Балаж Тароці            | 6–2, 6–2                |
| 1976                   | Род Лейвер Фрю Макміллан (3)             | Артур Еш Том Оккер                  | 6–1, 6–7(4–7), 7–6(7–5) |
| 1977                   | Войцех Фібак Том Оккер                   | Віджай Амрітрадж Дік Стоктон        | 6–4, 6–4                |
| ↓ Grand Prix circuit ↓ |                                          |                                     |                         |
| 1978                   | Фред Макнеер Рауль Рамірес               | Боб Лутц Стен Сміт                  | 6–2, 6–3                |
| 1979                   | Пітер Флемінг Джон Макінрой              | Гайнц Ґюнтгардт Бернард Міттон      | 6–4, 6–4                |
| 1980                   | Віджай Амрітрадж Стен Сміт               | Білл Скенлон Браян Тічер            | 6–4, 6–3                |
| 1981                   | Фріц Бунінг Ферді Тейган                 | Джін Меєр Сенді Меєр                | 7–6, 1–6, 6–4           |
| 1982                   | Марк Едмондсон Шервуд Стюарт             | Фріц Бунінг Кевін Каррен            | 7–5, 6–2                |
| 1983                   | Фріц Бунінг (2) Том Галліксон            | Пітер Флемінг Павел Сложил          | 7–6, 4–6, 7–6           |
| 1984                   | Кевін Каррен Войцех Фібак (2)            | Фріц Бунінг Ферді Тейган            | 6–4, 6–4                |
| 1985                   | Томаш Шмід Павел Сложил                  | Вітас Ґерулайтіс Пол Макнамі        | 6–4, 6–4                |
| 1986                   | Стефан Едберг Слободан Живоїнович        | Войцех Фібак Метт Мітчелл           | 2–6, 6–3, 6–2           |
| 1987                   | Стефан Едберг (2) Андерс Яррід           | Чіп Гупер Майк Ліч                  | 3–6, 6–3, 6–4           |
| 1988                   | Патрік Кюнен Торе Мейнеке                | Магнус Густафссон Дієго Наргісо     | 7–6, 7–6                |
| 1989                   | Мілослав Мечирж Мілан Шрейбер            | Ян Гуннарссон Магнус Густафссон     | 7–6, 6–0                |
| ↓ Тур ATP 250 ↓        |                                          |                                     |                         |
| 1990                   | Леонардо Лаваль Хорхе Лосано             | Дієго Наргісо Ніколас Перейра       | 6–3, 7–6                |
| 1991                   | Патрік Гелбрайт Андерс Яррід (2)         | Стів Девріє Девід Макферсон         | 7–6, 6–2                |
| 1992                   | Марк-Кевін Гелльнер Давід Пріносіл       | Паул Гаргейс Марк Куверманс         | 6–2, 6–7, 7–6           |
| 1993                   | Генрік Гольм Андерс Яррід (3)            | Девід Адамс Андрій Ольховський      | 6–4, 7–6                |
| 1994                   | Джеремі Бейтс Йонас Бйоркман             | Якко Елтінг Паул Гаргейс            | 6–4, 6–1                |
| 1995                   | Мартін Дамм Андерс Яррід (4)             | Томас Карбонелл Франсіско Ройг      | 6–3, 6–2                |
| 1996                   | Девід Адамс Маріус Барнард               | Гендрік Ян Давідс Цирил Сук         | 6–3, 5–7, 7–6           |
| 1997                   | Якко Елтінг Паул Гаргейс                 | Лібор Пімек Байрон Талбот           | 7–6(7–5), 6–4           |
| 1998                   | Якко Елтінг (2) Паул Гаргейс (2)         | Ніл Брод Піт Норвал                 | 7–6, 6–3                |
| ↓ Тур ATP 500 ↓        |                                          |                                     |                         |
| 1999                   | Девід Адамс (2) Джон-Лаффньє де Ягер     | Ніл Брод Петер Трамаккі             | 6–7(5–7), 6–3, 6–4      |
| 2000                   | Девід Адамс (3) Джон-Лаффньє де Ягер (2) | Тім Генман Євген Кафельников        | 5–7, 6–2, 6–3           |
| 2001                   | Йонас Бйоркман (2) Роджер Федерер        | Петр Пала Павел Візнер              | 6–3, 6–0                |
| 2002                   | Роджер Федерер (2) Максим Мирний         | Марк Ноулз (тенісист) Деніел Нестор | 4–6, 6–3, [10–4]        |
| 2003                   | Вейн Артурс Пол Генлі                    | Роджер Федерер Максим Мирний        | 7–6(7–4), 6–2           |
| 2004                   | Пол Генлі (2) Радек Штепанек             | Джонатан Ерліх Енді Рам             | 5–7, 7–6(7–5), 7–5      |
| 2005                   | Джонатан Ерліх Енді Рам                  | Цирил Сук Павел Візнер              | 6–4, 4–6, 6–3           |
| 2006                   | Пол Генлі (3) Кевін Ульєтт               | Джонатан Ерліх Енді Рам             | 7–6(7–4), 7–6(7–2)      |
| 2007                   | Мартін Дамм (2) Леандер Паес             | Андрей Павел Александер Васке       | 6–3, 6–7(5–7), [10–7]   |
| 2008                   | Томаш Бердих Дмитро Турсунов             | Філіпп Кольшрайбер Михайло Южний    | 7–5, 3–6, [10–7]        |
| 2009                   | Деніел Нестор Ненад Зімоньїч             | Лукаш Длоуги Леандер Паес           | 6–2, 7–5                |
| 2010                   | Деніел Нестор (2) Ненад Зімоньїч (2)     | Сімон Аспелін Пол Генлі             | 6–4, 4–6, [10–7]        |
| 2011                   | Юрген Мельцер Філіпп Пецшнер             | Мікаель Льодра Ненад Зімоньїч       | 6–4, 3–6, [10–5]        |
| 2012                   | Мікаель Льодра Ненад Зімоньїч (3)        | Роберт Ліндстедт Горія Текеу        | 4–6, 7–5, [16–14]       |
| 2013                   | Роберт Ліндстедт Ненад Зімоньїч (4)      | Тіємо де Баккер Єссе Гута Ґалунґ    | 5–7, 6–3, [10–8]        |
| 2014                   | Мікаель Льодра (2) Ніколя Маю            | Жан-Жульєн Роєр Горія Текеу         | 6–2, 7–6(7–4)           |
| 2015                   | Жан-Жульєн Роєр Горія Текеу              | Джеймі Маррей Джон Пірс (тенісист)  | 3–6, 6–3, [10–8]        |
| 2016                   | Ніколя Маю (2) Вашек Поспішил            | Філіпп Пецшнер Александер Пея       | 7–6(7–2), 6–4           |
| 2017                   | Іван Додіг Марсель Гранольєрс            | Веслі Колгоф Matwe Middelkoop       | 7–6(7–5), 6–3           |
| 2018                   | П'єр-Юг Ербер Ніколя Маю (3)             | Олівер Марах Мате Павич             | 2–6, 6–2, [10–7]        |
| 2019                   | Жеремі Шарді Генрі Контінен              | Жан-Жульєн Роєр Горія Текеу         | 7–6(7–5), 7–6(7–4)      |
| 2020                   | П'єр-Юг Ербер (2) Ніколя Маю (4)         | Генрі Контінен Ян-Леннард Штруфф    | 7–6(7–5), 4–6, [10–7]   |
| 2021                   | Нікола Мектич Мате Павич                 | Кевін Кравіц Горія Текеу            | 7–6(9–7), 6–2           |
| 2022                   | Робін Гаасе Матве Мідделкоп              | Ллойд Гарріс Тім Пюц                | 4–6, 7–6(7–5), [10–5]   |
| 2023                   | Іван Додіг (2) Остін Крайчек             | Роган Бопанна Меттью Ебден          | 7–6(7–5), 2–6, [12–10]  |
| 2024                   | Веслі Колгоф Нікола Мектич (2)           | Робін Гаасе Ботік ван де Зандсгулп  | 6–3, 7–5                |
| 2025                   | Сімоне Болеллі Андреа Вавассорі          | Сендер Жийє Ян Зелінський           | 6–2, 4–6, [10–6]        |